# Patrick Experton
Patrick Experton, né le 14 décembre 1941 à Lyon et mort le 16 juillet 2025 à Marseille, est un aviateur français. Il travaille comme pilote d'essai pour la société Dassault Aviation de 1978 jusqu'à son départ à la retraite, en 2002.

## Biographie
Diplômé de l'Académie de l'armée de l'air française en 1962, Patrick Experton est affecté à l'EC Roussillon sur Mirage IIIE, puis à l'EC Alsace à Dijon, pilotant également le Mirage III. Il est ensuite  affecté au Centre d’Essais en Vol (CEV) à Istres, puis à l'USAF Test Pilot School de l'Awards AFB, en Californie, au milieu des années 1970. Il est ainsi le premier pilote français à piloter le F-15A Eagle. À l'époque, l'administration de Giscard d'Estaing envisageait une commande pour deux escadrilles de F-15 ; mais qui ne fut jamais confirmée et a plutôt entraîné le développement du Mirage 4000. 
Il est ensuite retourné en France à Istres AB avec le CEV où il effectue des essais sur le Mirage F-1C nouvellement acquis. Il commande l'escadron EC 3/30 Lorraine de 1976 à 1978 opérant à partir de Reims AB, également l'une des premières unités équipées de l'avion.
Dassault Aviation l’embauche comme pilote d'essai en 1978, et il y assure le développement de l'avion d'entraînement Alpha Jet, des variantes du Mirage F-1 telles que la version de reconnaissance CR, ainsi que du Mirage 50 (premier vol en mai 1979). Il est le pilote d'essai principal du Mirage IIING de 1982 à 1984 (premier vol en décembre 1982). 
À partir du milieu des années 1980, il s'attache au développement du Mirage 2000 FBW nouvellement acquis. Sa contribution la plus importante au programme a été son rôle de premier plan dans la conception de la variante Mirage 2000-5, une version du 2000C/RDI avec des performances améliorées.
Au milieu des années 1990, il évolue vers l’aviation civile de Dassault Aviation. Il mène des programmes d'essai tels que le Dassault Falcon 900 et le Falcon 900EX. Il se consacre aux systèmes avioniques de nouvelle génération de Falcon Jets.

## Distinctions
- Chevalier de l'Ordre national du Mérite.
- Chevalier de la Légion d'honneur.
- Médaille de l'Aéronautique.
- Commandeur de l'Ordre national du Mérite.